# 重庆隧道惨案
重庆隧道惨案又称大隧道惨案或六五隧道惨案，發生於中国抗日战争的重慶大轟炸期间，是重庆市民为躲避日军轰炸于大隧道防空洞中发生的一系列踩踏、窒息的事件。
重庆国民政府为躲避日军飞机轰炸，挖掘了多条防空洞，大隧道是其中之一，位于重庆市中心偏西的十八梯。1941年6月5日，大量民众为躲避日军轰炸仓促涌入大隧道公共防空洞内，造成洞内人员饱和，在长时间的高温和严重缺氧情况下，因窒息、踩踏而造成大量人员伤亡。
重庆隧道惨案暴露出当时中华民国防空体系的缺陷和管理上的失误。惨案发生后，重庆国民政府和重庆市政府对事件进行了调查，对相关责任人进行了处罚，赈济遇难者家属并对防空洞等防空设施进行改善。据官方统计，惨案共造成992死亡，151人重伤。与黄河花园口决堤、文夕大火并称为抗战时期中国的三大惨案。

## 背景

### 重庆大轰炸
日军对中国实施轰炸的行为自抗战初期就已开始。七七事变后不久，即把无区别攻击列入军事操典。随着国民政府西迁重庆，重庆成为了中国战时的政治、经济和文化中心。1938年初至1938年底，日军开始对重庆进行试探性的轰炸，出动的架次较少，多数为陆军航空队。1938年10月，日军攻陷武汉，因为武汉距离重庆较近，日军大本营便对侵华日军颁布“由空中入侵，对敌军战略中枢加以攻击，同时进行空中歼灭战”的命令。同时，武汉会战后日本海军溯长江而上，进驻武汉，此后，日本海军航空队担任对重庆的轰炸。1940年，日本陆军航空队以山西运城为基地，海军航空队以湖北汉口为基地，对重庆的轰炸更为频繁。

### 防空设施与大隧道防空洞

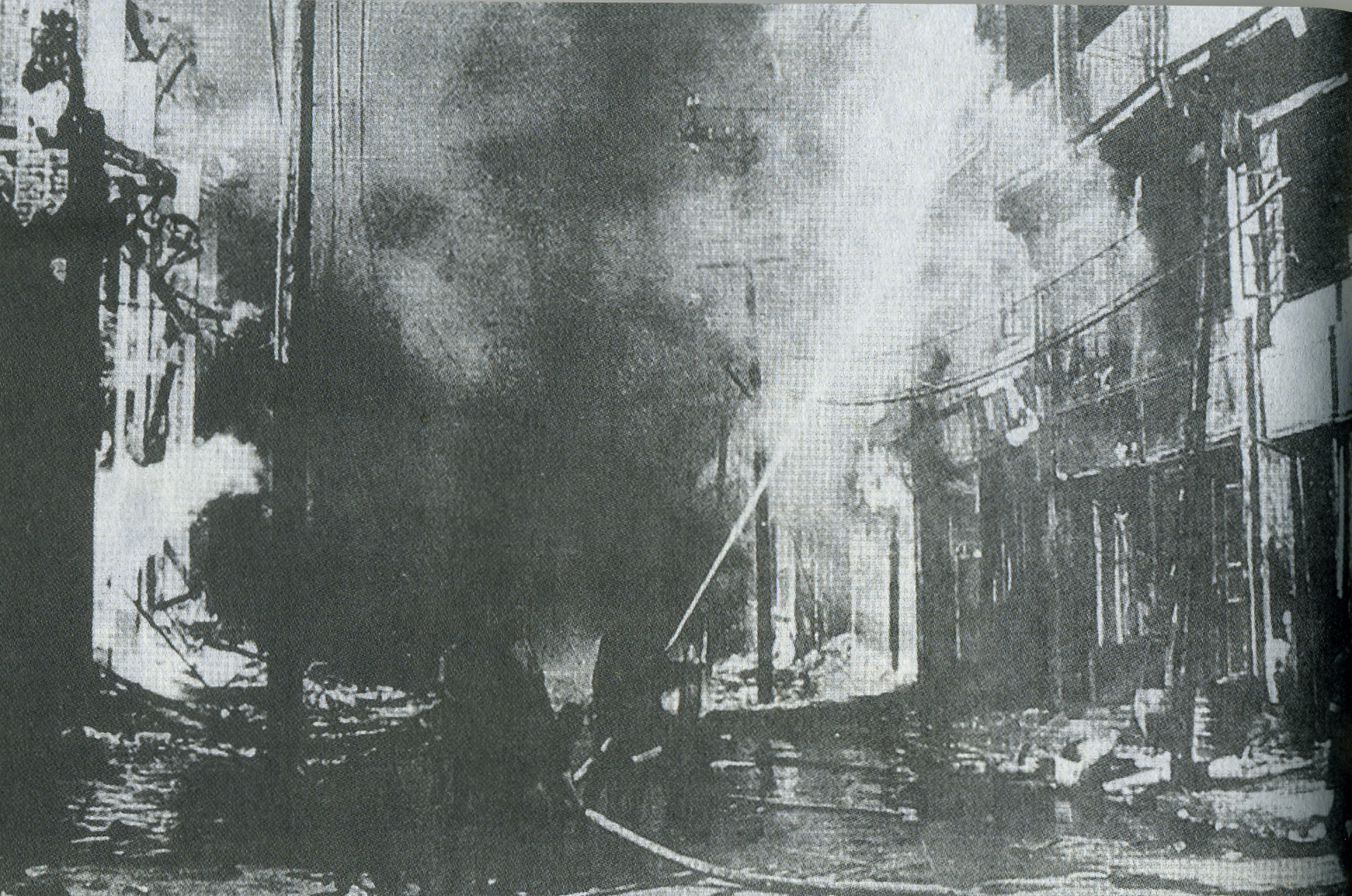
重庆大轰炸期间，消防人员参与救火

重庆大轰炸期间，由于中国空中力量和防空能力较薄弱，对领空缺乏有效的保护，因而大量采取使用防空警报和挖掘防空洞的方法予以防范和应对。事发的较场口大隧道就是众多防空洞之一，位置在重庆十八梯石灰市路口附近，有十八梯、演武厅、石灰市3个出口。较场口大隧道设计于1936年，洞内宽度两米，高也两米，有多处急弯，两旁有木板钉成的长凳，每隔30米左右，洞壁上挂一盏油灯，此隧道里没有相应的通风、防火、防毒、排水、医疗等设备，较为简陋。隧道原本是作为交通使用的，因设计失败而废弃，后作为防空洞使用。

## 事件

### 惨案经过
1941年6月5日晚，日机分三批飞临重庆上空，对重庆进行轰炸。由于警报系统的延迟和疏散组织的混乱，大量市民被迫聚集在较场口等几个主要的防空洞中较场口大隧道的防空洞人员早已超量饱和，防空洞内空间有限，导致民众呼吸不畅，洞里有人发生头晕、呕吐等现象，洞壁上的油灯也因为缺氧而相继熄灭。然而，防空洞外的防护团和负责的官员对防空洞的情况缺乏了解，在发生踩踏窒息事故后，守卫队伍曾几次打电话给重庆防空副司令胡伯翰要求打开隧道门，但被胡以警报未解除为由并未许可。洞外防护团因而奉命不准人们在紧急警报没有解除之前出洞而将洞门从外上锁，这时洞内的人想出来换气，拼命往外挤，而洞口的人为了躲避轰炸又拼命的往洞内钻，人群拥挤中纷纷跌倒，互相踩踏，加之空气缺乏，呼吸困难，又发生窒息，导致死伤，大量民众不断向外面涌将隧道铁门冲倒，紧急警报方才解除。日机轰炸停止后，重慶市政府方开始组织人员抢救与善后。時任重庆市市长吴国桢亲赴现场，对现场描述称：“洞内之(难民)手持足压，团挤在一堆。前排脚下之人多已死去，牢握站立之人，解之不能，拖之不动，其后层层排压，有已昏者，有已死者，有呻吟呼号而不能动者，伤心惨目，令人不可卒睹。”
| 投弹地点 | 投弹种类枚数 | 投弹种类枚数 | 人口伤亡 | 人口伤亡 | 建筑物损毁（房屋） | 建筑物损毁（房屋） | 交通工具 |
| 投弹地点 | 爆炸弹       | 燃烧弹       | 伤       | 亡       | 栋                 | 间                 |          |
| 重庆市 |              |              |          |          |                    |                    |          |
| 安乐洞街 | 3            |              |          |          |                    |                    |          |
| 宰房沟 | 1            | 1            |          |          | 1                  |                    |          |
| 德兴里 | 2            |              |          |          | 6                  |                    |          |
| 莲花池正街 | 3            |              |          |          | 5                  |                    |          |
| 新民街 | 3            |              |          |          | 6                  |                    |          |
| 水市巷 | 1            |              |          |          | 1                  |                    |          |
| 和平路 | 3            |              |          |          | 4                  |                    |          |
| 金汤街 | 2            |              |          |          | 2                  |                    |          |
| 中一路 | 1            | 2            |          |          |                    | 10                 |          |
| 神仙洞新街 | 2            |              |          |          |                    | 8                  |          |
| 保节院 | 1            |              |          |          |                    |                    |          |
| 上安乐洞街 |              | 3            |          |          | 4                  |                    |          |
| 神仙洞街 | 2            |              |          | 1        |                    |                    |          |
| 纯阳洞 | 3            |              | 2        |          | 3                  |                    |          |
| 上南区马路 | 1            |              | 1        | 6        | 17                 |                    |          |
| 上石板坡 | 2            |              |          |          | 1                  |                    |          |
| 下宰房 | 1            |              |          |          |                    |                    |          |
| 石板后街 | 1            |              |          |          | 3                  |                    |          |
| 神仙洞街 | 3            |              |          |          | 12                 |                    |          |
| 刁家巷 | 2            |              |          |          | 5                  | 1                  |          |
| 东华观巷 |              | 1            | 1        |          |                    | 1                  |          |
| 文华街 |              | 2            |          |          |                    |                    |          |
| 民生路 | 1            |              |          |          | 5                  |                    |          |
| 若瑟堂 | 1            |              |          |          |                    |                    |          |
| 莲花洞 | 1            | 1            |          |          |                    |                    |          |
| 安乐洞 | 3            |              |          | 8        | 10                 |                    |          |
| 新民街 | 1            |              |          |          | 2                  |                    |          |
| 莲花池后街 | 2            |              |          |          |                    |                    |          |
| 中一路 |              | 4            |          |          |                    |                    |          |
| 金汤街 | 1            | 2            |          |          |                    |                    |          |
| 保节院 | 1            | 2            |          |          |                    |                    |          |
| 维新街 | 1            |              |          |          | 1                  |                    |          |
| 长十间 | 1            |              |          |          | 1                  |                    |          |
| 放牛巷 | 1            |              |          |          | 2                  |                    |          |
| 宰牲院 | 1            |              |          |          | 1                  |                    |          |
| 马蹄街 | 1            |              |          |          | 1                  |                    |          |
| 蔡家石堡 | 1            |              |          | 1        | 3                  |                    |          |
| 土地滩 | 1            |              |          | 2        |                    | 2                  |          |
| 合计 | 60           | 17           | 12       | 6        | 51                 | 185                | 民船5    |
| 注：1、敌机架数系侵入市区或监视县计算之； 2、警报次数系本部发布警报累计计算之； 3、被炸区域次数系一次警报内在何处投弹何处计算一次； 4、投弹数目以调查所得，其他投入江中者未列入。" |              |              |          |          |                    |                    |          |
| 参考资料： |              |              |          |          |                    |                    |          |

### 后续发展
惨案发生后，時任中華民國行政院院長兼國民政府軍事委員會委員長蔣中正命令组成“大隧道窒息惨案审查委员会”，对惨案进行调查。中共中央南方局主办的《新华日报》在6月7日对此进行了专题报道，并用大字标题为：《前晚空前惨剧，各方极为重视，市参会请惩办肇事者》。

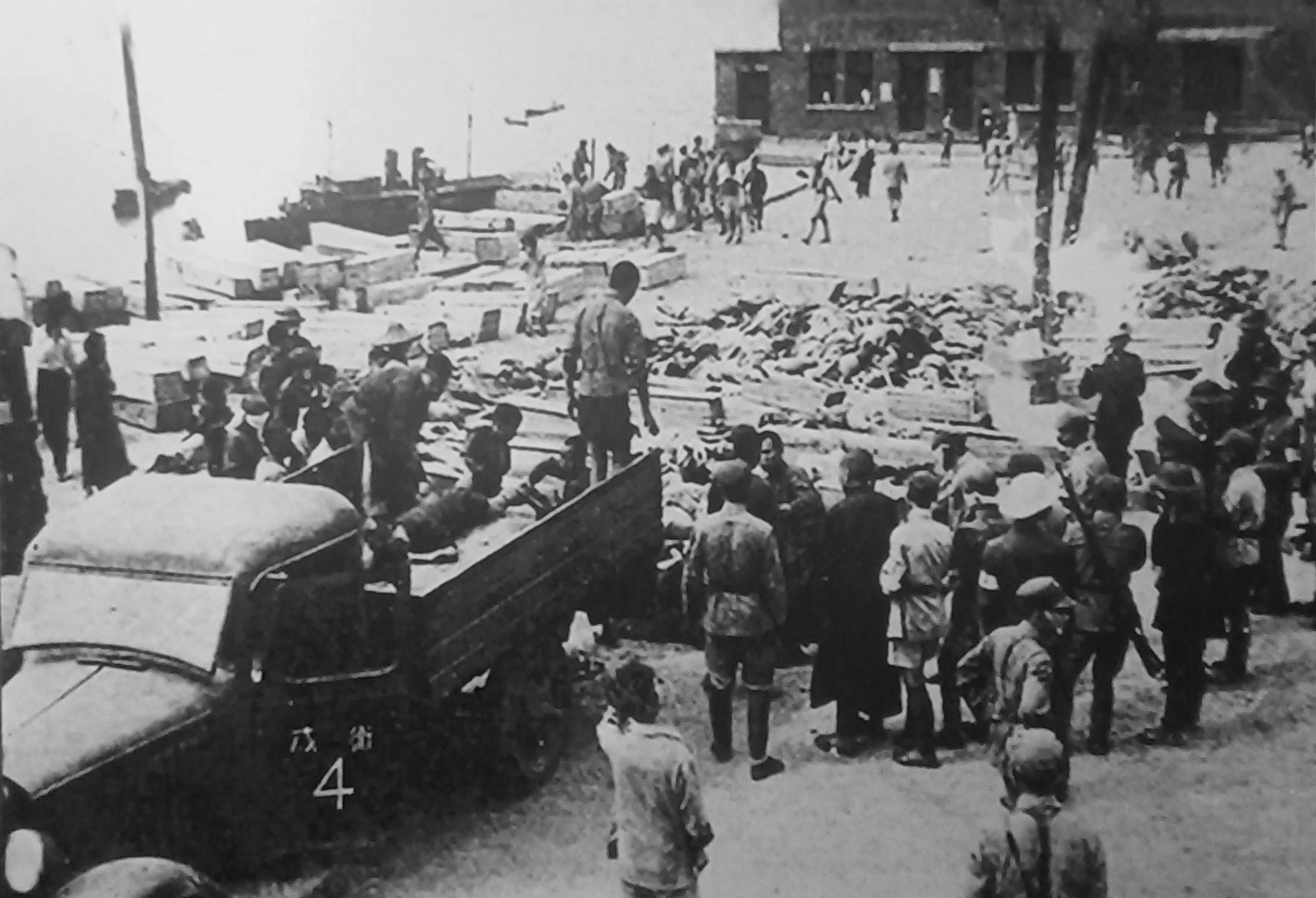
大隧道惨案发生后，国民政府组织了善后工作，拖运尸体现场

惨案遇难者一部分尸体由死者家属自行择地安葬，其余的全部尸体因家属无力择地或家在外区者，由重庆陪都空袭救护委员会运往长江北岸，在地名叫黑石子的丘陵之间掩埋。惨案后，较场口的大隧道防空洞进行了整修。隧道从地面深挖地底10米左右的岩层，然后平伸约2公里（可以通往两路口隧道口）。中途又分成三个叉道口，隧道高宽约2米多，正常容量为4384人，拥挤时可达到6555人。并添置了通风器和发电机等设施。
“陪都空袭救护委员会”对隧道死难家属中的鳏寡孤独、无人抚养者发放了赈金。老弱残废每人300元，失学幼孤每人200元，到9月7日止，共发放赈金11万元。

## 遇难者人数
遇难者人数存在争议，存在461人到近万人的众多不同说法：
重庆国民政府官方认定的遇难人数为992人。1941年6月6日，国民政府防空司令部发布公告：“死亡461人，重伤291人”。此统计结果引发民众不满和质疑。后大隧道惨案审查委员会以将近20天的时间，组织专家到出事隧道勘测，向运送尸体的驳船公会及船户，掩埋尸体的陪都空袭救护委员会所属抚济组掩埋股等有关单位调查后，于7月3日公布《审查报告》称：“本案死亡人数，本会认定以992人为最准确数（其中有儿童151人），本案因重伤送入各医院者计151人。”
重庆卫戌总司令部在上報行政院关于大隧道窒息惨案原因及抢救情况的函中称共计运出尸体1115具。美国《生活》杂志在惨案后报道称最保守的估计惨案死亡人数在四千人左右。1994年重庆市人防办撰写的《重庆市防空志》中称惨案死亡人数估计为“2000—3000人”。1995年西南师范大学历史系撰写的《抗战时期重庆的防空》称“窒息案中惨死市民近万人”。另有目击者回忆：“从洞内抬出的死尸，先用薄棺材入殓，但因为太多，就用粗篾席包扎。然而，粗篾席也远远不够用，剩下的死尸只好用20辆卡车运到朝天门河边，再用50只船运到黑石子地区掩埋。这项工作花费了5天时间才完成”。

## 幸存者向日本政府索赔
2004年，重庆大轰炸幸存者和遇难者亲属组成“重庆大轰炸受害者民间对日索赔团”，大隧道惨案幸存者粟远奎担任团长。先后40余次到日本法院进行跨国诉讼，要求日本政府谢罪赔偿。
2019年12月，日本最高法院对该案进行终审判决，判决虽承认重庆大轰炸历史事实，但驳回中国原告要求日本政府谢罪赔偿请求。

## 调查及处置

### 相关调查
据审查委员会调查公布的《审查报告》指出：“第一为事前的隧道工程设计与设备不良，其次为平时与临时管理无方。防空工程之主管与防护最高负责机关，平时及临时之配套指挥，不能辞其咎。”惨案发生时，隧道内的人数远远超过设计容纳的人数。《审查报告》认为：“镇静之避难者，在换气设备的防空洞滞留一小时，每人所需之空气应为一立方公尺。通常以滞留2小时为准，每人应有3立方公尺的空气量。”按照较场口防空洞的容积计算，该防空洞最多仅能容纳4384人，而据幸存者的描述当时隧道内的人数远远超过最大容量，造成很多人缺氧窒息。

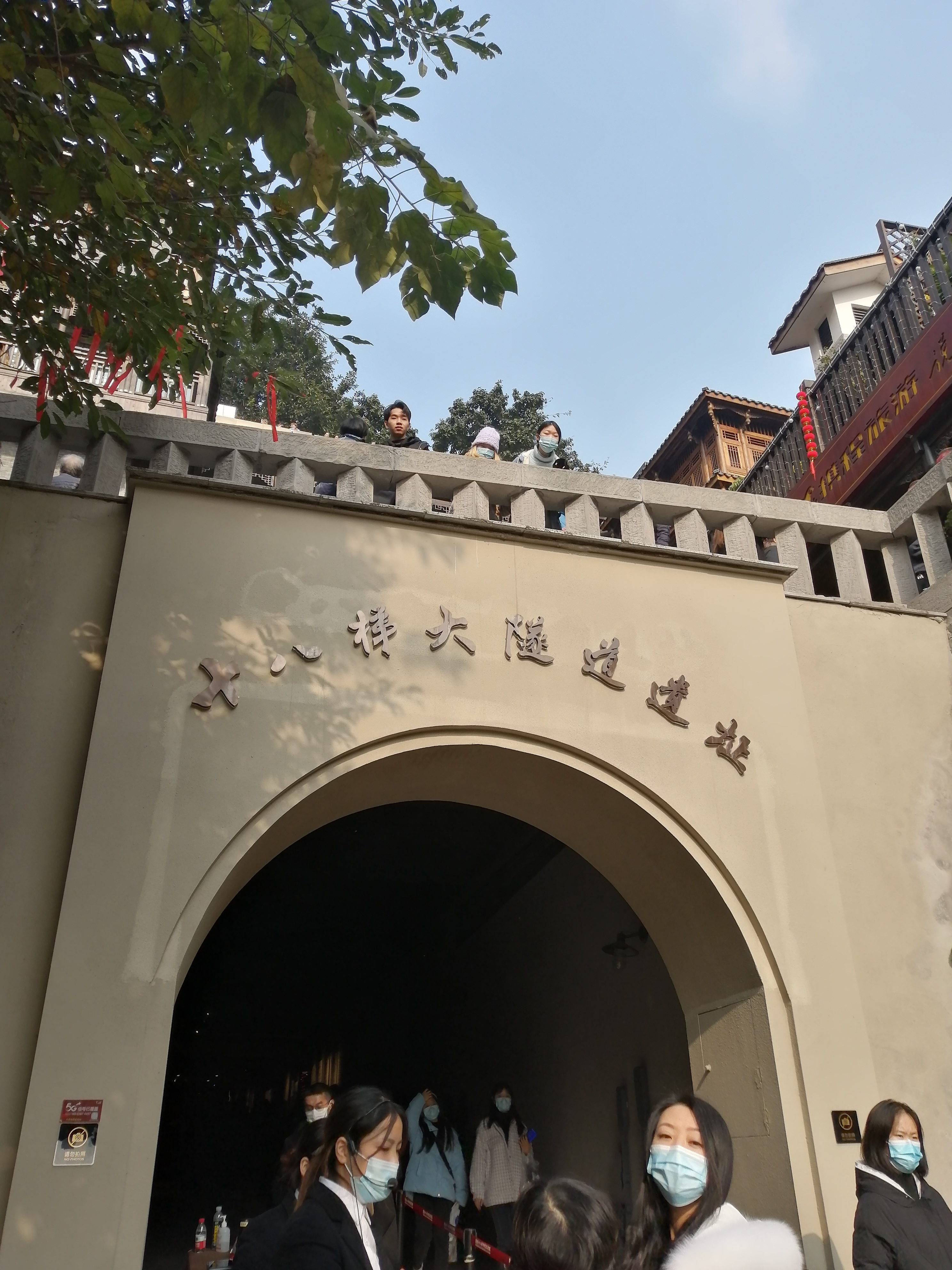
十八梯大隧道遗址

隧道的设计者谢元模、陈公矩不是专攻地下空间工程的人员，所以，工程设计有先天性的技术缺陷。比如规定各段隧道两端出口必须一头高一头低，根据热胀冷缩的形成原理使空气对流，来达到自然通风的效果，但隧道都很长，中间却没有设计通风井工程，使设施原理失效。另外，又没有排水沟设施，洞内积水无法解决，天气炎热，人口一多，潮湿蒸发上来，气闷难当。洞身高度不足，顶石风化，进出口也太少，也造成进出不便。
关于通风设备，在较场口大隧道内4月中旬安装好了电动通风机，6月3日试验开车，约定5日下午14:00-17:00验收，但厂方直等到警报发出前半小时，防空部谢元模也没有出现。据谢元模解释：因本人非电器专家，原约定电灯厂工程师同往验收，因该人未到，故未往验收。”据防空部第三处正、副处长丁荣灿和潘联说，真正原因是防空部没有给军政部贿赂，军政部拒绝验收，机器竟不敢启用任其闲置。造成防空洞质量缺陷的另一个原因是经费不足和挪用。据谢元模报告，关于通风照明设备工程，行政院直到1941年5月26日，才核准防空部工程处1941年度防空设施经费一共140万元，其中大隧道工程占40万元。这些经费大部被挪作他用。1940年12月，防空部申请大隧道内安装通风机30具需款39万元，因为付不起钱，只买了20具。

### 处置
國民政府軍事委員會下令免去劉峙所兼任之重慶防空司令部司令职务，另派重庆警备司令部司令賀國光兼任防空司令；对重庆防空司令部工程处副处长谢元模，则给以“玩忽职务，着即撤职”。重庆城防司令部副司令胡伯翰被撤职留任，隧道工程处处长吴国柄被撤职，重庆市市長吴国桢被撤职留任。

## 后世纪念

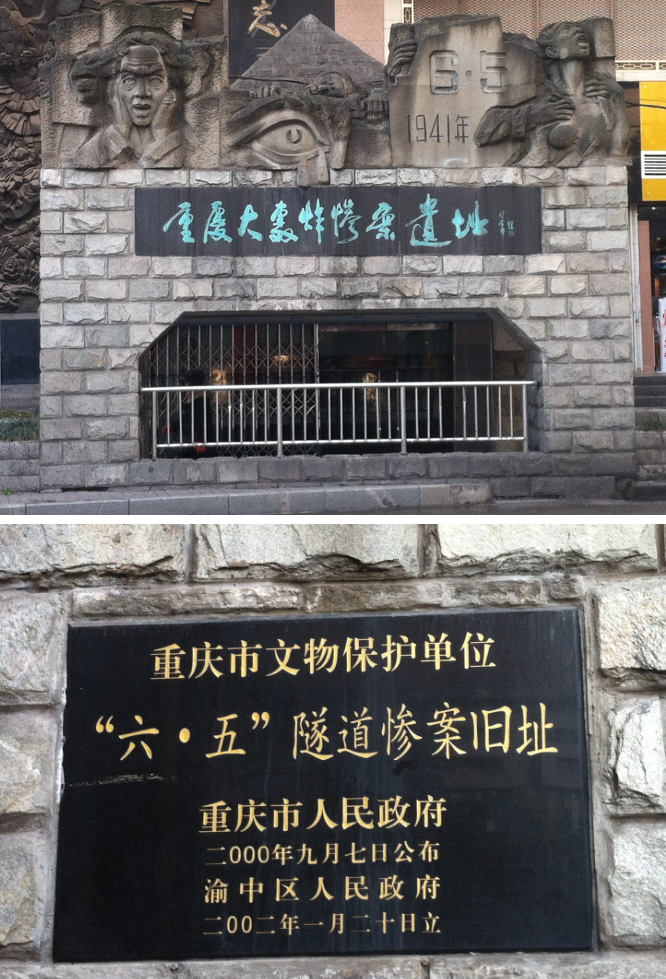
重庆大隧道惨案遗址

重庆市人民政府将每年的6月5日定为“防空警报试鸣日”。从1998年开始，每年都在这一天拉响重庆主城区的防空警报。
惨案发生地重庆市渝中区较场口建有重庆大隧道惨案旧址纪念馆，于2000年9月被重庆市人民政府列为市级文物保护单位。

## 文艺创作

### 电视剧
- 记忆之城（2007年，中国大陆）[17]